# تابال

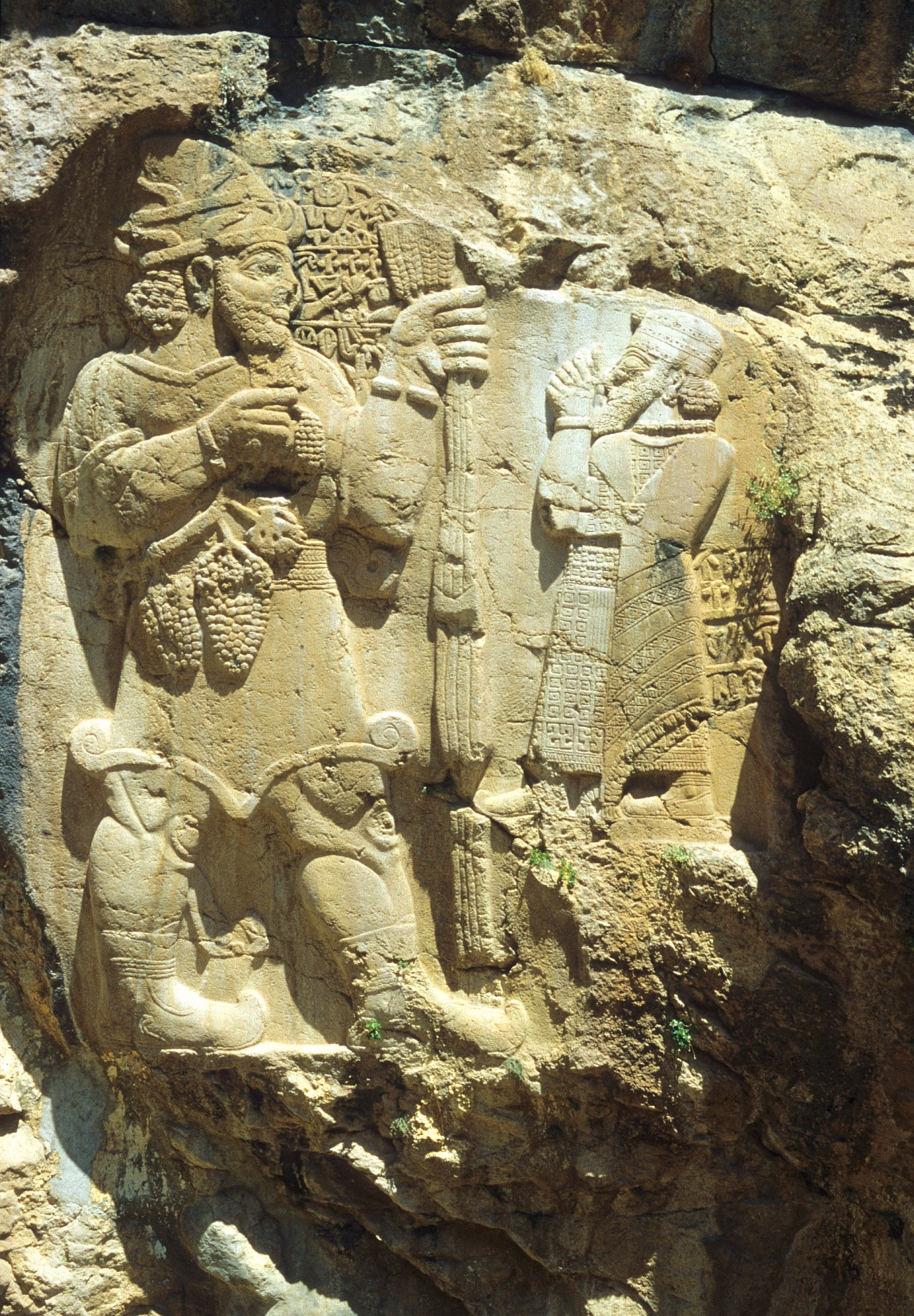
الملك واربالوا أمام إله الطقس، رب الكروم ، يفريز İvriz ، حوالي 730 قبل الميلاد.

تابال (Ta-ba-li) أو توبال من مملك الحثيين الجدد شمال غرب ملاطية في تركيا اليوم. رأى حكامها أنفسهم خلفاء للملوك الحثيين الكبار، كما حملوا هذا اللقب في نقوشهم، المكتوبة بلغة هيروغليفية اللوفية.

## موقع
امتدت مملكة تابال من كولولو Kululu إلى غولو داغ Göllü Dağ. كانت العاصمة أرتولو Artulu. كانت تابال على حافة منطقة نفوذ الدولة الآشورية الجديدة، وعلى الرغم من أنها كانت تدفع الجزية أحيانًا للقوة العظمى الشرقية، لم يكن هناك أي سيطرة حقيقية من قبل الآشوريين.
على المسلة السوداء  يرد اسمها كجارة لموقع ميليدو Meliddu(ميليتين Melitene). وحدودها مع مملكة توانا Tuwana (تيانا) وHubušna (Kybistra) وقوء. في عهد سنحاريب، ذُكر أن تيل غاريمو كان مجاورًا لتابالي. في زمن سرجون الثاني، كانت جارة لمنطقة هيلاكو (سيليسيا). في المصادر الآشورية الجديدة، يشار إليها أحيانًا باسم بيت بوروتاس Bit-Burutas .